# Моји Спрингс (Ајдахо)
Моји Спрингс (енгл. Moyie Springs) град је у америчкој савезној држави Ајдахо.

## Демографија
По попису из 2010. године број становника је 718, што је 62 (9,5%) становника више него 2000. године.
|                   | 2010.        | 2000.        |
| Укупно            | 718 (100,0%) | 656 (100,0%) |
| Белци             | 636 (88,58%) | 634 (96,65%) |
| Хиспаноамериканци | 55 (7,660%)  | 16 (2,439%)  |
| Остали            | 20 (2,786%)  | 5 (0,762%)   |
| Афроамериканци    | 6 (0,836%)   | 0 (0,000%)   |
| Азијати           | 1 (0,139%)   | 1 (0,152%)   |